# Софія Слуцька
Софія Юріївна Слуцька-Радзивілл (1 травня 1585 — 9 березня 1612; біл. Соф'я Слуцкая, лит. Sofija Slucka iš Olelkaičių, пол. Zofia z Olelkowiczów Radziwiłłowa) — княгиня слуцька і копильська, дружина литовського підчашого князя Януша Радзивілла, остання представниця княжого роду Олельковичів-Слуцьких з династії Гедиміновичів.

## Біографія
Остання представниця князів Олельковичів-Слуцьких. Дочка князя Юрія Олельковича (17.8.1559—6.5.1586) і його дружини Варвари Кішки. Після смерті батька стала єдиною спадкоємцею його величезних володінь. Росла під опікою Юрія Ходкевича. У дитинстві познайомилась з Янушем Радзивіллом, за якого вона вийшла заміж 1 жовтня 1600 року в Бересті після гучної суперечки сімей Радзивіллів і Ходкевичів.
Більшу частину свого життя провела у родовому маєтку Олельковичів у Білорусі. Через постійні подорожі свого чоловіка і його відсутність присвятила себе релігійному життю і благодійності. Княгиня була противником церковної унії, та захисницею Православної Церкви, зберегла та заснувала багато церков. За її життя Слуцьк став важливим центром православного руху у Великому князівстві Литовському.
Софія Олелькович Радзивілл померла 19 (або 9) березня 1612 року в селі Миленець під час перших пологів. Її єдина дитина народилася мертвою (за іншими даними, могла мати кілька дітей, які померли невдовзі після народження). Все її майно з стало власністю Януша Радзивілла і в майбутньому стало основою для пізнішої влади Богуслава Радзивілла.
За даними Атанасія Кальнофойського: дочка Катерина померла через 16 годин після матері; в Києво-Печерській лаврі існував її надгробок, виготовлений на замовлення чоловіка.

## Пам'ять
Є героїнею тритомної повісті Юзефа Ігнація Крашевського «Ostatnia z książąt słuckich».

### Канонізація
Офіційно Православною Церквою свята Софія княгиня Слуцька (пам'ять 19 березня (1) квітня) канонізована по Благословенню Патріарха Московського Пимена в Соборі Білоруських Святих 3 квітня 1984 р. Підставою для включення в Собор і подальшої канонізації послужив рапорт Митрополита Мінського і Слуцького Філарета. Ухвалою Архієрейського Собору РПЦ від 3 лютого 2016 року встановлено загальноцерковне шанування святої праведної княгині Софії Слуцької в числі широко шанованих місцевих святих.
Дні пам'яті: 4 (17) червня (Білорусь), 19 березня (1 квітня), 3-й тиждень після П'ятидесятниці (Собор білоруських Святих).